# James A. Ryder
James A. Ryder (* 28. Juli 1913 in Columbus; † 25. März 1997 in Coral Gables) war ein US-amerikanischer Unternehmer und Gründer von Ryder.

## Biographie
James A. Ryder wurde 1913 als eines von drei Kindern in Columbus im US-Bundesstaat Ohio geboren. Seine Eltern waren Harry F. Ryder und Anna Bennett Ryder. Er besuchte die Edison Senior High in Miami. 
James A. Ryder gab 1932 eine leitende Anstellung in einer Baufirma auf und gründete im Jahr 1933 die Firma Ryder Truck Rental System, Inc. als Transportdienstleister für Baumaterialien und Abfall. Seine Brüder Ralph und Harold stiegen im darauffolgenden Jahr in seine Firma ein. Im Jahr 1937 hatte Ryder bereits eine Lastwagenflotte von 15 Fahrzeugen. 
1939 begann er, Lastwagen an Kunden zu leasen. 1949 wurde erstmals ein Jahresumsatz von über einer Million US-Dollar erreicht. Anfang der 1950er Jahre verwaltete Ryder bereits knapp 1.300 Fahrzeuge. Ryder trieb das Wachstum seiner Firma durch etliche Akquisitionen voran. Die Firma ging im Jahr 1960 an die Börse. Ryder entschloss sich, seine Firma auf das Leasen von Lastfahrzeugen zu konzentrieren, und verkaufte die Transportabteilung Ryder Truck Lines.
Nach finanziellen Schwierigkeiten in den 1970er Jahren musste Ryder seinen Posten als Präsident für Leslie O. Barnes räumen. Bis dahin hatte er das Amt des Präsidenten insgesamt 42 Jahre lang innegehabt. Unzufrieden mit der Arbeit seines Nachfolgers verließ Ryder seine Firma und gründete ein neues Transportunternehmen, Jartran, welches allerdings nach nur vier Jahren Insolvenz anmelden musste. 
James A. Ryder verlor durch die Insolvenz der zweiten Firma beinahe sein gesamtes Privatvermögen. Da er nach seinem Rücktritt von Ryder eine Konkurrenzfirma startete, hatte er keinen Anspruch auf eine Pension. Erst Mitte der neunziger Jahre wurde ihm erneut eine Rente von 100.000 US-Dollar pro Jahr gewährt, nachdem Medien auf seine prekäre private Finanzlage aufmerksam wurden.
Er starb im Jahr 1997 im Alter von 83 Jahren an den Folgen eines Herzinfarkts.

## Familie
Ryder heiratete viermal und hat zwei Söhne: James Arthur Ryder Jr. (* 19. September 1940) und Jonathan Sharpe Ryder (* 1. August 1948; † 15. Juni 1975).